# Mañana es primavera
Mañana es primavera é uma telenovela mexicana produzida por Silvia Pinal para a Televisa e exibida pelo Canal de las Estrellas entre 4 de outubro de 1982 e 4 de fevereiro de 1983, substituindo Vanessa e sendo substituída por Cuando los hijos se van, en 90 capítulos.
Foi protagonizada por Silvia Pinal, Gustavo Rojo e Ramiro Oliveros e antagonizada por Lizzeta Romo.

## Enredo
Amanda é uma mulher de meia idade e de família acomodada que se vê obrigada a refazer sua vida logo que seu marido Alfredo a deixa por uma mulher mais jovem, Alicia, que só busca seu dinheiro. Amanda com o objetivo de superar sua pena busca um psicoanalista. Durante esse processo conhece a Rodrigo, um jovem artista idealista que se apaixona por ela. No entanto, Alfredo quando descobre as verdadeiras intenções de sua amante, rompe com ela e busca reconquistar a Amanda.

## Elenco
- Silvia Pinal - Amanda de Serrano
- Ramiro Oliveros - Rodrigo Oliveros
- Gustavo Rojo - Alfredo Serrano
- Viridiana Alatriste - Laura Serrano
- Lizzeta Romo - Alicia Baena
- Gabriela Araujo
- Ofelia Guilmáin - Doctora
- Norma Lazareno - Sonia
- Gonzalo Vega - Bruno
- Eugenia Avendaño - María Julia
- Wolf Rubinsky - Raúl
- Connie de la Mora - Emilia
- Rafael Sánchez-Navarro - Eduardo Serrano
- Rebecca Rambal - Adriana
- Lily Inclán - Doña Eva
- María Prado - Trini
- Eduardo Palomo - Fernando
- Adriana Parra - Carmen
- Polly - Cecilia
- Alfredo Varela - Romero
- Gabriela Araujo - Ángela Treviño
- Jaime Garza

## Prêmios e indicações

### Prêmio TVyNovelas 1983
| Categoria                 | Indicado(a)            | Resultado |
| ------------------------- | ---------------------- | --------- |
| Melhor telenovela         | Silvia Pinal           | Indicado  |
| Melhor atriz protagonista | Silvia Pinal           | Venceu    |
| Revelação masculina       | Rafael Sánchez-Navarro | Venceu    |